# Lorraineviadukt

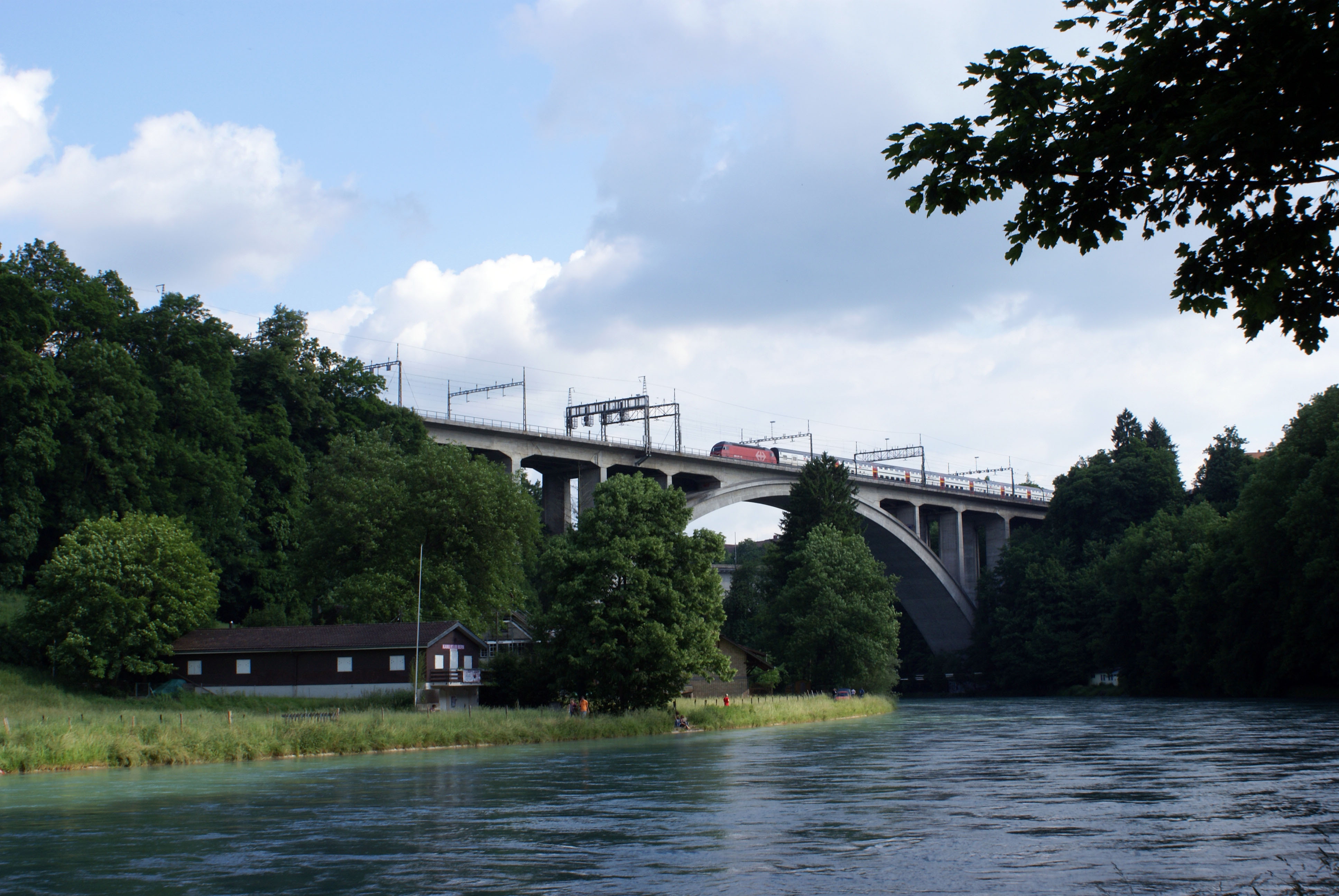
Der Teil Aarebrücke des Lorraineviadukts

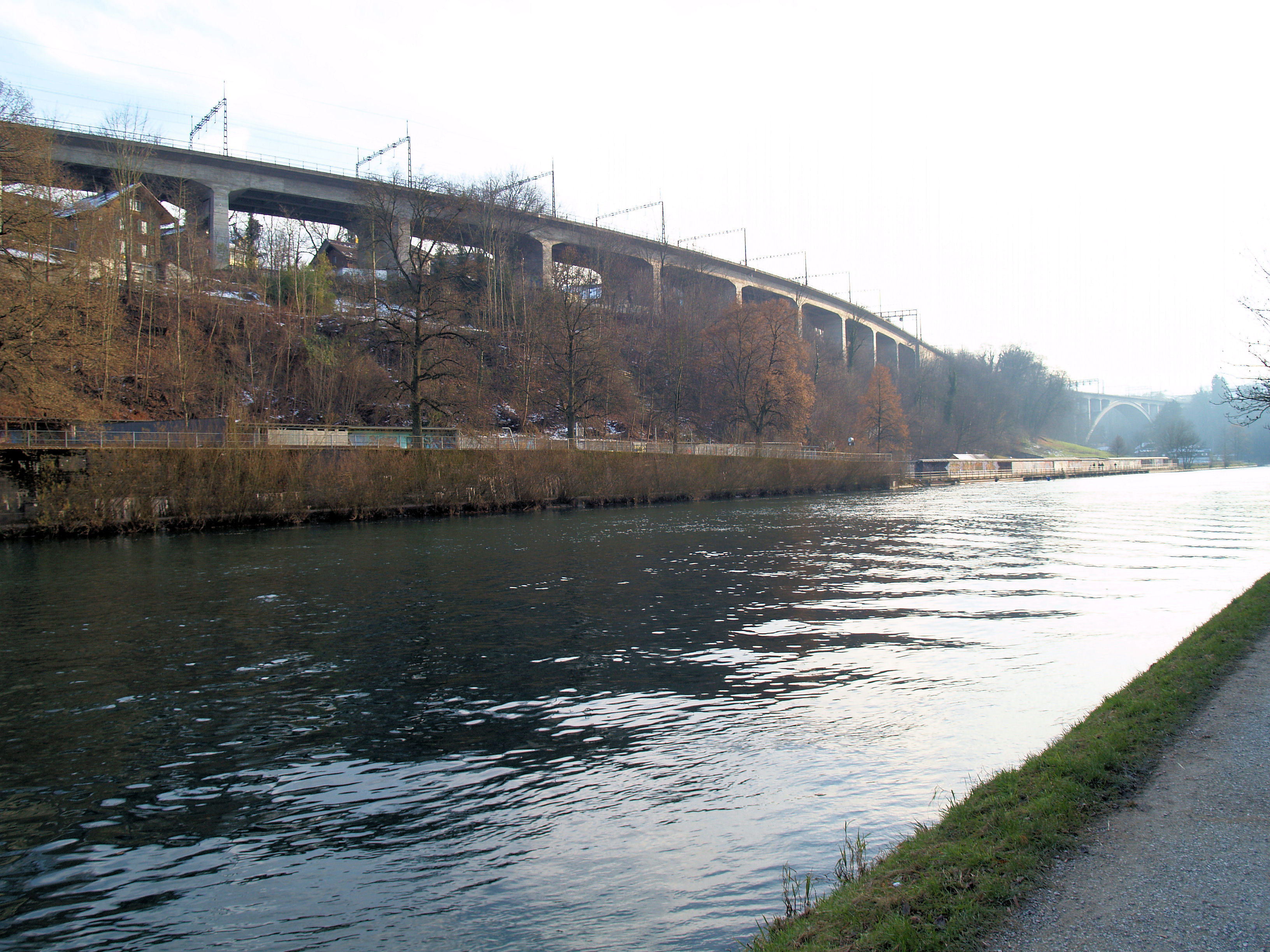
Das Viadukt Talwegmulde, im Hintergrund Aarebrücke

Das Lorraineviadukt (alternativ auch Eisenbahnviadukt Bern, in Lokalpresse und Bevölkerung jedoch nicht verwendet) ist ein 1092 m langes Eisenbahn-Viadukt in der Stadt Bern, das 1941 dem Verkehr übergeben wurde. Es führt unter anderen die Bahnstrecke Bern–Olten zwischen dem Bahnhof Bern und Bern-Wylerfeld über die Aare. Die bahnamtliche Bezeichnung der Brücke lautet Lorraine, ohne den Zusatz Viadukt. Bei der Inbetriebnahme war das Lorraineviadukt die längste Eisenbahnbrücke der Schweiz, dieser Titel ging mit der Eröffnung der Käferberglinie 1969 an das 1126 m lange Hardturmviadukt.
Parallel zum Lorraineviadukt befindet sich flussaufwärts die Strassen-Lorrainebrücke.

## Geschichte
Das Viadukt wurde in den Jahren zwischen 1936 und 1941 im Rahmen der viergleisigen Neutrassierung der Bahnstrecke errichtet. Das alte Trassee folgte dem Strassenverlauf des heutigen Nordrings. Der Lorraineviadukt ersetzte auch die als Aarequerung dienende Rote Brücke von 1858, die zum Schluss nicht mehr von zwei Zügen gleichzeitig befahren werden durfte.
Am 12. Juni 1941 fand die Belastungsprobe der neuen Brücke mit zwanzig Dampflokomotiven statt.

## Konstruktion
Das Bauwerk besteht aus einem Brückenzug mit vier hintereinander folgenden Brücken, die grösstenteils mit Stahlbeton hergestellt wurden und ein durchgehendes Schotterbett besitzen. Dies sind das 400 m lange Viadukt Talwegmulde, das als Bauwerkssystem eine Rahmenkonstruktion mit Regelstützweiten von 27,07 m aufweist. Es folgt das 199 m lange Viadukt Lorraineplateau mit einer Pilzdeckenkonstruktion und Stützweiten zwischen 7,5 m und 11,06 m. Die 327 m lange Aarebrücke ist als Hauptbrücke eine Bogenkonstruktion. Das abschliessende Viadukt Schützenmatt überspannt die Schützenmattstrasse und Schützenmatte sowie die Neubrückstrasse und ist 199 m lang. Die Trennung der einzelnen Brücken erfolgt an den Widerlagern oder Trennpfeilern, wo die Längsdehnung der Brücken aufgefangen wird.
Die 327 m lange Hauptbrücke über der Aare ist eine reine Stahlbetonkonstruktion. Sie besteht aus einer 150 m weit spannenden Bogenbrücke aus Stahlbeton sowie beidseitigen Zufahrtsrampenbrücken mit Regelstützweiten von 27 m. Der eingespannte Bogen hat einen Stich von 33 m. Er weist einen dreizelligen, 13,35 m breiten Hohlkastenquerschnitt auf, der im Kämpfer 5,0 m und im Scheitel 3,2 m hoch ist. Die 17,4 m breite Fahrbahn besitzt einen vierstegigen Plattenbalkenquerschnitt mit circa 3,5 m Konstruktionshöhe. Der Bogen wurde mit einem freitragenden hölzernen Lehrgerüst hergestellt, das eine Spannweite von 146 m besass und aus zwölf Fachwerkbindern mit Konstruktionshöhen von bis zu 3,6 m bestand.

## Lorraineviadukt im Bau

Bau des hölzernen Lehrgerüsts: 16. Februar 1938
2. März 1938
26. April 1938
26. April: Blick von der Roten Brücke
Vorbereiten von Teilen des hölzernen Lehrgerüsts, bei der städtischen Reitschule
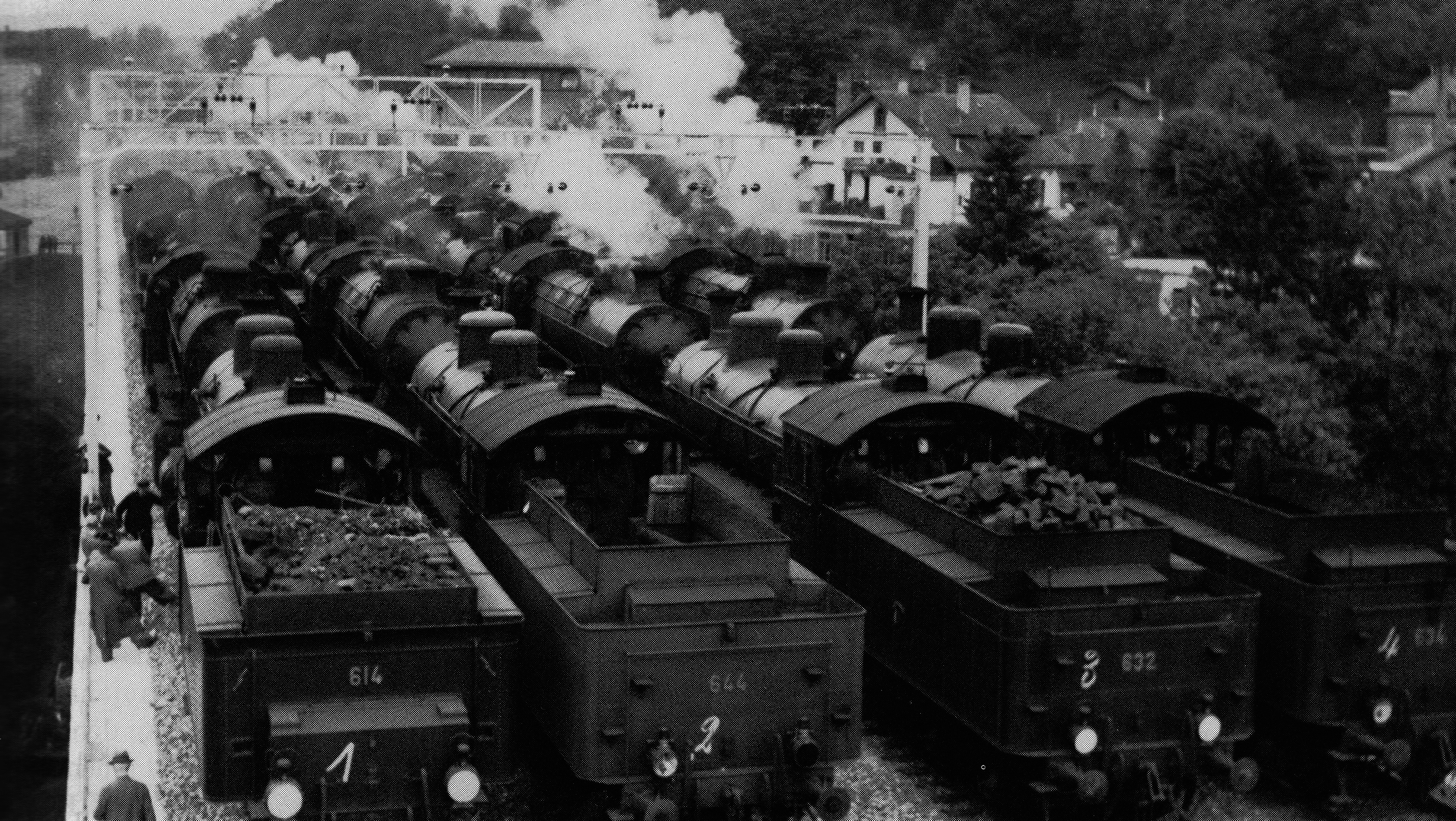
12. Juni 1941: Belastungsprobe mit 20 Dampflokomotiven